# 4672 Takuboku
4672 Takuboku este un asteroid din centura principală, descoperit pe 17 aprilie 1988 de Seiji Ueda și Hiroshi Kaneda.